# Liska Merbach
Liska Merbach (* 1915; † 2005) war eine deutsche Schauspielerin.

## Leben
Über das Leben der 1915 geborenen Liska Merbach (auch Lieselotte Merbach) sind nur lückenhafte Informationen vorhanden. Von der Bühne ist nur der Auftritt im Jahr 1961 am Berliner Theater der Freundschaft bekannt. Für die DEFA stand sie seit Beginn der 1950er Jahre häufiger vor der Kamera. Später erhielt sie bis 1974 auch Aufgaben beim Deutschen Fernsehfunk (ab 1972 Fernsehen der DDR).

## Filmografie
- 1953: Die Unbesiegbaren
- 1953: Jacke wie Hose
- 1954: Carola Lamberti – Eine vom Zirkus
- 1955: Einmal ist keinmal
- 1956: Treffpunkt Aimée
- 1957: Schlösser und Katen
- 1959: Blaulicht (Fernsehreihe, 1 Episode)
- 1960: Alwin der Letzte
- 1960: Blaulicht (Fernsehreihe, 1 Episode)
- 1961: Gewissen in Aufruhr (Fernseh-Fünfteiler, 1 Episode)
- 1962: Die Jagd nach dem Stiefel
- 1962: Beschreibung eines Sommers
- 1972: Polizeiruf 110: Das Ende einer Mondscheinfahrt (Fernsehreihe)
- 1974: Polizeiruf 110: Per Anhalter
- 1976: Daniel Druskat (Fernseh-Fünfteiler)

## Theater
- 1952: Hans-Albert Pederzani nach Max Zimmering: Die Jagd nach dem Stiefel – Regie: Hubert Hoelzke (Theater der Freundschaft Berlin)